# Portland Transportation Center
Pour les articles homonymes, voir Gare de Portland.
Le Portland Transportation Center est une gare ferroviaire et routière des États-Unis située à Portland dans l'État du Maine.

## Histoire
La station de bus date de 1996 et a été reconstruite en 2001 pour le train.

## Service des voyageurs

### Desserte
Elle est desservie par des liaisons longue-distance Amtrak:
- le Downeaster: Boston - Brunswick (Maine)